# Benandanti

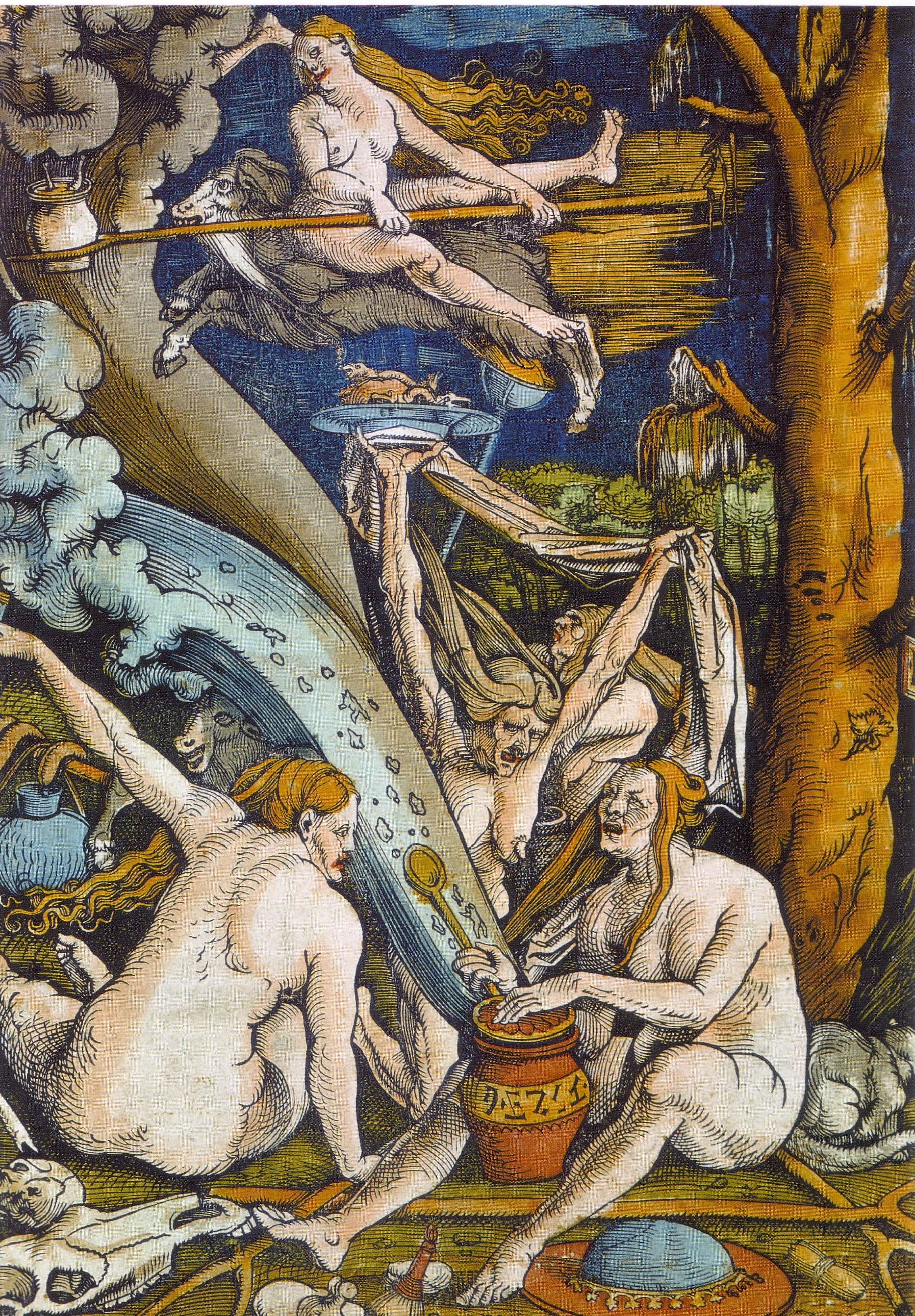
Xilogravura de 1508 representando suas batalhas com bruxas

Os benandanti (vocabulário italiano), traduzido como “andarilhos do bem”, eram um grupo de feiticeiros praticantes de um culto de fertilidade ao longo dos séculos XVI a XVIII. Atuantes em Friul, muitos viviam em Brazzano, Iassico, Cormons, Gorizia e Cividale.  Ganharam notoriedade pela primeira vez na inquisição de Aquilea, parte da inquisição romana com jurisdição no território em 1575. 
O culto realizado por esses homens foi genuinamente popular e, com o passar dos anos e  sob pressão dos inquisidores, se transformou e assumiu lineamentos da feitiçaria tradicional. Por conta dessa defasagem - imagem proposta pelos juízes e pelos acusados, que ocorreram ao longo de épocas; a partir da conclusão de cultos verdadeiramente populares, os processos desse grupo resultaram em um testemunho para a recuperação do pensamento camponês desses séculos. 
Ao longo da consolidação dos benandanti em feiticeiros, suas reuniões noturnas transformaram-se no que foi denominado sabá diabólico, “com a sua sequela de tempestades e destruições”.

## Osbenandanti
Os benandanti seguiam um homem que eles acreditavam ser enviado por Deus e a ele obedecem; falam também em deuses de forma generalizada. Esse capitão, enviado por Deus, lhe promete o paraíso após a morte. Além disso, possuem um juramento secreto que deve ser seguido à risca – caso contrário, sofrem duras punições corporais. 
Entram aos vinte anos e lhes é permitido sair aos quarenta. Fazem parte desse grupo aqueles que “nasceram empelicados”, ou seja, quando nascem sem o rompimento da bolsa amniótica, e quando completam vinte anos, “são chamados ao som do tambor que chama os soldados, e nós temos de andar”. Esse pelico é o que os une e ele está ligado ao mundo das almas errantes, dos mortos prematuros: um lugar de passagem, um caminho entre o mundo deles e o mundo dos vivos. Na visão benandanti, ele é necessário para partir. É no vale do Josefá aonde todos, quando mortos, irão se reunir.
Lutam pelos frutos da terra e o sucesso é o fator determinante para a abundância do ano em termos da colheita. Além disso, em suas lutas, combatem pelo trigo, cereais, colheitas miúdas e vinhos. São realizados rituais para o combate das bruxas quatro vezes ao ano.Muitas delas dizem temer os benandanti.
Suas identidades não poderiam ser reveladas – e, se o fizessem, sofreriam, novamente, punições corporais.
Esses homens afirmam ser o contrário de bruxas e feiticeiros e combater seus desígnios maléficos e curar suas vítimas. Ademais, contra os feiticeiros, dizem serem defensores da fé cristã. Entretanto, posteriormente, adquirem praticas que se assemelham aos feiticeiros.
Ao longo da transformação dos benandanti, com o compromisso diabólico atenuado, por seu comportamento contraditório, deixam de ser objeto de perseguição dos inquisidores e dos ódios das bruxas, para transformarem-se, finalmente, em feiticeiros. Além disso, não se apresentam mais como “defensores das crianças e das colheitas”, e sim focam para o poder de feitiços, realizando-os e desfazendo-os e; quando se tornaram feiticeiros, tardiamente, já não foram mais perseguidos pela inquisição.
A respeito da iniciação benandanti, não há uma resposta definitiva, apenas grande divergência entre as testemunhas.

### Cultos

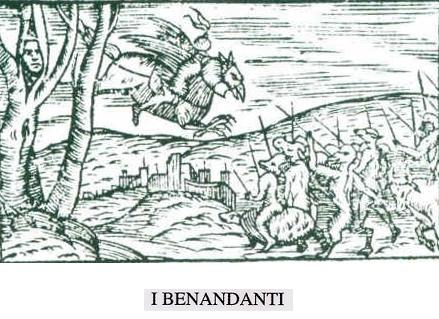
Impressão do século XVI: Benandanti montando animais combatendo demônios

Nestes cultos, há a questão dos espíritos. É levantada a hipótese de que ou são epiléticos, histéricos, ou sofrem de doenças nervosas; ou as alucinações são causadas por substâncias soporíferas ou estuporantes. Gasparutto e Moduco, primeiros benandanti a serem interrogados, também falam sobre sonos profundos; esses, os tornam insensíveis, fazendo seu espirito sair do corpo e, se o corpo for virado para baixo enquanto o espirito estiver para fora, esse não consegue retornar.
Além disso, não se untavam, diferente das bruxas. Há também o ritual aonde apedrejam um boneco e o expulsam da aldeia (o boneco seria a Morte ou a Bruxa).
Há também a questão da letargia. Era procurada como um meio para chegar ao mundo “dos mortos e espíritos que erram sem descanso sobre a terra, os quais, na versão agraria do culto, conservam os traços terríveis da temível caça selvagem, enquanto os fúnebres assumem aspecto um mais ordenado e conforme a tradição cristã da procissão”. Se esses mesmos espíritos não retornam, se tornam “malandanti”.

### Quatro tempos
Na noite da quinta-feira dos Quatro Tempos (semana de santa Lúcia em dezembro, quarta-feira de cinzas, domingo de Pentecostes e no domingo de Exaltação da Santa Cruz em setembro), os benandanti saem para proteger os frutos da terra das bruxas e dos feiticeiros que, segundo eles, atrapalham a fertilidade dos campos. Tal festividade fazia parte de um antigo calendário agrário e passou a fazer parte do calendário cristão, e simbolizava a crise sazonal, “a perigosa passagem da velha para a nova estação, com as suas promessas de semeadura, colheitas, messes e vindimas”.

### Malandanti
Como explica Moduco, há uma clara divergência entre o modo de vida dos benandanti e dos malandanti. Os malandanti eram bruxos que, montados nos tonéis, depois de beber com um bornal, assim como os feiticeiros, urinavam nos tonéis. 
Além disso, quando um indivíduo é assassinado antes do tempo previsto de sua morte, seu espírito torna-se malandanti até alcançar o tempo certo de morrer.

### Mulheresbenandanti
As mulheres benandanti que veem os mortos compartilhavam da mesma crença que os homens benandanti; entretanto, essas mulheres curavam doenças e viam espíritos, enquanto os benandanti agrários combatiam pela efetivação da colheita, contra bruxas e feiticeiros. 

## Inquisição

### Investigação de Sgabarizza - 1575
Segundo o pároco de Brazzano, Bartolomeo Sgabarizza, um dos benandanti, Paolo Gasparutto, dizia curar os enfeitiçados e “vagabundear à noite com feiticeiros e duendes”, além disso, “na quinta-feira de cada um dos Quatro Tempos do ano, eles deviam andar junto com esses feiticeiros por diversos campos, como em Cormons, diante da igreja de Iassico, e até pelo campo de Verona”, onde “combatiam, brincavam, pulavam e cavalgavam diversos animais e faziam diversas coisas entre si (…)”. Diante disso, o pároco conclui que alguns desses feiticeiros, como Gasparutto, são bons e chamados de vagabundos – na sua linguagem, benandanti, que impedem o mal; entretanto, também existem outros feiticeiros que realizam o mal. Para identificá-los, homens e mulheres benandanti, os maus andam com ramos de sorgo e os bons com ramos de erva-doce.

### Investigação de Montefalco - 1580
Quando Gasparutto é convocado pelo inquisidor frei Felice da Montefalco para testemunhar, diz não conhecer nenhum feiticeiro ou benandanti, além de afirmar que também não é um deles.
Gasparutto é encarcerado após o interrogatório.
No mesmo dia, Battista Moduco, apelidado de “Perna Firme”, é interrogado. Quando perguntado a respeito de feiticeiros e benandanti, responde: “não sei se existem feiticeiros; quanto os benandanti, o único que conheço sou eu” e que “dos outros não lhe posso falar porque não posso ir contra a vontade divina”.
Maduco é posto em liberdade por frei Felice ao fim do interrogatório.
Ao serem chamados, posteriormente, pelo Santo Ofício, em 1581, Gasparutto e Moduco são absolvidos de excomunhão maior, mas pegam 6 meses de cárcere, além de orações e penitencias a serem cumpridas ao longo do ano.

### Conclusão das investigações
Os testemunhos, assim como informações modificadas posteriormente ao longo de alguns decênios, levam a conclusão de que os benandanti constituíram “uma verdadeira seita, organizada militarmente em torno de um capitão e ligada por um compromisso de segredo; vínculo bastante fraco, que os benandanti infringem continuamente...” e ligam-se por um elemento comum, que é terem nascido com o pelico (envolvidos na membrana amniótica, o que é considerado raro). Os processos contra Gasparutto e Moduco foram os primeiros de uma longa lista de processos inquisitórios contra os benandanti. Entretanto, entre 1575-1619, nenhum caso contra benandanti, tirando os dois citados anteriormente, foi levado até o fim; pois não era fácil para os inquisidores achar proposições de caráter herético nas confissões desses homens.